# Cornelia Halbheer
Cornelia Halbheer (* 16. August 1992) ist eine Schweizer Leichtathletin, die sich auf Kurzsprints spezialisiert hat und auch in der Staffel antritt. Sie war auch im Weitsprung erfolgreich.

## Berufsweg
Im Primarschulalter besuchte Halbheer die Leichtathletik-Schule der LV Winterthur. Sie studierte an der Zürcher Hochschule für Angewandte Wissenschaften (ZHAW) für einen Master in Banking and Finance.

## Sportliche Laufbahn
Schon in ihrer Jugend interessierte sich Cornelia Halbheer für die Leichtathletik. Als sie sieben Jahre alt war, machte sie am «schnällschte Winterthurer» mit. Bei der U12 versuchte sie sich in allen Laufdisziplinen, aber auch die technischen Disziplinen und der Mehrkampf standen auf ihrem Programm.
2009 holte Halbheer Gold beim Europäischen Olympischen Jugendfestival (EOYF) in Tampere (Finnland) mit der 4-mal-100-Meter-Staffel. 2011 wechselte sie auf die Kurzsprintdisziplinen 100 und 200 Meter. 2014 kam Halbheer bei den Schweizer Hallenmeisterschaften in Magglingen im Weitsprung mit 5,73 m auf den 3. Platz. Im 200-Meter-Lauf wurde sie Schweizer U23-Meisterin und holte Bronze bei den Schweizer Meisterschaften über 100 Meter. 2016 schied sie bei den Europameisterschaften in Amsterdam in den 200-Meter-Vorläufen aus.
2017 war ihr bis dahin erfolgreichstes Jahr. Anfang Februar lief Halbheer beim Hallenmeeting in Magglingen eine persönliche Bestzeit von 7,47 s über 60 Meter. Beim Pfingstmeeting in Zofingen Anfang Juni verbesserte sie sich über 100 Meter auf 11,44 s. In Genf stellte sie eine Woche später auf der AtletiCAGenève mit der 4-mal-100-Meter-Staffel in 43,35 s eine neue Bestzeit auf. Eine weitere persönliche Bestleistung stellte Halbheer bei den Schweizer Meisterschaften in Zürich über die 200-Meter-Distanz in 23,16 s auf und belegte damit den 3. Platz.
2018 gewann sie am 14. Juli zum ersten Mal eine individuelle Goldmedaille bei den nationalen Meisterschaften in Zofingen. Mit einer Zeit von 23,14 s über 200 Meter verbesserte sie ihre Bestmarke von 2017. Am 16. Juni lief sie die erste Etappe über 4-mal 400 Meter beim CITIUS Meeting in Bern mit Robine Schürmann, Sarah Atcho und Lea Sprunger in der Schweizer Nationalmannschaft. Die Zeit von 3:29,46 min war die zweitschnellste Zeit einer Schweizer Frauenmannschaft, welche sich dabei für die Europameisterschaften in Berlin qualifizierte. Bei diesen trat Cornelia Halbheer am 10. August aber über 200 Meter an und erreichte hier den Halbfinal.
International stieg die Schweizer Mannschaft durch einen 3. Platz in der 1. Liga der Team-Europameisterschaft in Vaasa in die Superliga auf, wozu Halbheer durch einen 2. Platz im 200-Meter-Lauf beitrug. Bei den Weltmeisterschaften in London schied sie in den 200-Meter-Vorläufen aus. Bei der Universiade in Taipeh holte sie in der 4-mal-100-Meter-Staffel mit Ajla Del Ponte, Salomé Kora und Selina von Jackowski Gold und kam beim 200-Meter-Lauf auf den 9. Platz.
2022 trat sie vom Spitzensport zurück.

## Vereinszugehörigkeiten
Cornelia Halbheer startet für die LV Winterthur.

## Bestleistungen
(Stand: 21. November 2017)
in der Halle
60 m: 7,47 s (Magglingen, 4. Februar 2017)

Weitsprung: 5,78 m (Zürich, 16. Januar 2016)
im Freien
100 m: 11,44 s (1,0 m/s) (Zofingen, 3. Juni 2017)

200 m: 23,16 s (−0,3 m/s) (Zürich, 22. Juli 2017)

Weitsprung: 5,98 m (−0,7 m/s) (Langenthal, 5. Mai 2016)

4 × 100 m: 43,35 s (Genf, 10. Juni 2017)

## Erfolge
national
- 2014: 3. Platz Schweizer Hallenmeisterschaften (Weitsprung)
- 2014: Schweizer U23-Meisterin (200 m)
- 2014: 3. Platz Schweizer Meisterschaften (100 m)
- 2016: Teilnahme Europameisterschaften (200 m)
- 2017: 3. Platz Schweizer Meisterschaften (200 m)
- 2018: 1. Platz Schweizer Meisterschaften (200 m)

international
- 2009: 1. Platz Europäisches Olympisches Jugendfestival (4 × 100 m)
- 2016: 17. Platz Europameisterschaften (200 m)
- 2017: 2. Platz Team-Europameisterschaft (200 m)
- 2017: 3. Platz Team-Europameisterschaft (Mannschaft)
- 2017: 27. Platz Weltmeisterschaften (200 m)
- 2017: 1. Platz Universiade (4 × 100 m)
- 2017: 9. Platz Universiade (200 m)